# I've Ive
I've Ive es el primer álbum de estudio del grupo femenino surcoreano Ive. Fue lanzado el 10 de abril de 2023 por Starship Entertainment y distribuido por Kakao. El álbum contiene once pistas, incluyendo su sencillo de prelanzamiento «Kitsch» y su pista principal titulada «I Am».

## Antecedentes y lanzamiento
El 17 de febrero de 2023 el medio surcoreano Xportsnews informó que Ive se encontraba preparando un nuevo trabajo musical para ser lanzado a principios de abril. La agencia del grupo, Starship Entertainment, confirmó la noticia señalando que «Ive está preparando un álbum de estudio de larga duración destinado a su lanzamiento en abril».
El 16 de marzo de 2023, el grupo anunció oficialmente a través de sus redes sociales su regreso musical con un póster promocional para I've Ive, título del nuevo álbum, ha ser lanzado el 10 de abril de 2023, siendo este el primer álbum de estudio del grupo y su primer regreso en aproximadamente ocho meses después de lanzar su álbum sencillo After Like en agosto de 2022.
El 20 de marzo de 2023 se anunció, a través de un breve tráiler, un primer sencillo de prelanzamiento del álbum titulado «Kitsch», ha ser publicado el día 27 de marzo de 2023.

## Lista de canciones
| CD / Descarga digital |                      |                                                     | |                                                                                     |          |  |
| N.º                   | Título               | Letras                                              | Música | Arreglo                                                                             | Duración |  |
| 1.                    | «Blue Blood»         | 서지음 (Seo Jieum)                                  | Nick Hahn, Sophia Brenan, Elle Campbell                                                                               | Nick Hahn                                                                           | 2:48     |  |
| 2.                    | «I Am»               | 金伊娜 (Kim Eana)                                   | 萊恩·俊 (Ryan S. Jhun), Hilda Stenmalm, Rasmus Budny, Shy Martin                                                      | 萊恩·俊 (Ryan S. Jhun), Rasmus Budny                                                | 3:04     |  |
| 3.                    | «Kitsch»             | 이스란 (Lee Seu Ran), 란황현 (MonoTree), Gaeul, Rei | 萊恩·俊 (Ryan S. Jhun), Lise Reppe, Audun Agnar, Kyle Joseph Faulkner, Tea Carpenter, Emily Harbakk, Stally, PATEKO   | 萊恩·俊 (Ryan S. Jhun), Audun Agnar, Stally, PATEKO                                 | 3:16     |  |
| 4.                    | «Lips»               | EXY, 솔희 (Sohlhee)                                 | 萊恩·俊 (Ryan S. Jhun), Alexander Pavelich, Lauren Keensean Davidson, Andre Davidson, Lars Rosness, Benjamin Pinkus   | 萊恩·俊 (Ryan S. Jhun), Lars Rosness, Benjamin Pinkus                               | 3:02     |  |
| 5.                    | «Heroine»            | An Yu-jin                                           | 萊恩·俊 (Ryan S. Jhun), Hilda Stenmalm, Rasmus Budny, Shy Martin                                                      | 萊恩·俊 (Ryan S. Jhun), Rasmus Budny                                                | 2:52     |  |
| 6.                    | «Mine»               | Jang Won-young                                      | 萊恩·俊 (Ryan S. Jhun), Lauritz Emil Christiansen, Jeppe London Bilsby, Celine Svanbäck                               | 萊恩·俊 (Ryan S. Jhun), Lauritz Emil Christiansen, Jeppe London Bilsby              | 3:11     |  |
| 7.                    | «Hypnosis» (섬찟)    | 서정아 (Seo Jung Ah), Gaeul, Rei                    | Lauren Aquilina, Sophia Brenan, Fin Dow Smith, Christopher Smith, Corey Sanders, Adriana Caldas de Barros, Elof Loelv | Starsmith, RISC, Elof Loelv                                                         | 2:27     |  |
| 8.                    | «Not Your Girl»      | 황현 (MONOTREE), Gaeul, Rei                         | 萊恩·俊 (Ryan S. Jhun), Scott Russell Stoddart, Torine Michelle Bjaland, Anna Anita Jaskiv                            | 萊恩·俊 (Ryan S. Jhun), Scott Russell Stoddart                                      | 3:23     |  |
| 9.                    | «Next Page» (궁금해) | 황현 (MONOTREE), Gaeul, Rei                         | 萊恩·俊 (Ryan S. Jhun), Polar, Megan Ashworth                                                                         | 萊恩·俊 (Ryan S. Jhun), Polar                                                       | 3:20     |  |
| 10.                   | «Cherish»            | 이스란 (Lee Seu Ran)                                | 萊恩·俊 (Ryan S. Jhun), Sofia Quinn, Dewain Whitmore, Louis School                                                    | 萊恩·俊 (Ryan S. Jhun), Louis School                                                | 3:15     |  |
| 11.                   | «Shine With Me»      | Jang Won-young                                      | 萊恩·俊 (Ryan S. Jhun), Erik Gustaf Smaaland, Kristoffer Chaka Bwanausi-Tømmerbakke, Alida Garpestad Peck             | 萊恩·俊 (Ryan S. Jhun), Erik Gustaf Smaaland, Kristoffer Chaka Bwanausi-Tømmerbakke | 3:45     |  |
| 34:00                 |                      |                                                     | |                                                                                     |          |  |

## Reconocimientos

### Premios y nominaciones
| Año  | Evento                 | Premio                              | Resultado | Ref.   |
| ---- | ---------------------- | ----------------------------------- | --------- | ------ |
| 2023 | Melon Music Awards     | Millions Top 10 Artists             | Ganador   | [ 8 ]  |
| 2023 | Melon Music Awards     | Álbum del año (Daesang)             | Ganador   | [ 8 ]  |
| 2023 | Asian Pop Music Awards | Mejor álbum del año - Extranjero    | Nominado  | [ 9 ]  |
| 2023 | Asian Pop Music Awards | Top 20 Álbumes del año - Extranjero | Ganador   | [ 10 ] |

### Listados
| Publicación  | Listado                                       | Lugar | Ref.   |
| ------------ | --------------------------------------------- | ----- | ------ |
| Billboard    | The 25 Best K-Pop Albums of 2023              | 25.º  | [ 11 ] |
| Genius Korea | 2023 Year-End Genius Korea Chart - Top Albums | 7.º   | [ 12 ] |
| NME          | The best albums of 2023                       | 47.º  | [ 13 ] |
| Nylon        | Best K-Pop album of 2023                      | 1.º   | [ 14 ] |
| Paste        | The 20 Best K-pop Albums of 2023              | 6.º   | [ 15 ] |

## Historial de lanzamiento
| País          | Fecha               | Formato                         | Discográfica                  |
| ------------- | ------------------- | ------------------------------- | ----------------------------- |
| Corea del Sur | 10 de abril de 2023 | CD, descarga digital, streaming | Starship Entertainment, Kakao |